# Sonnet
Pour les articles homonymes, voir Sonnet (chanson).

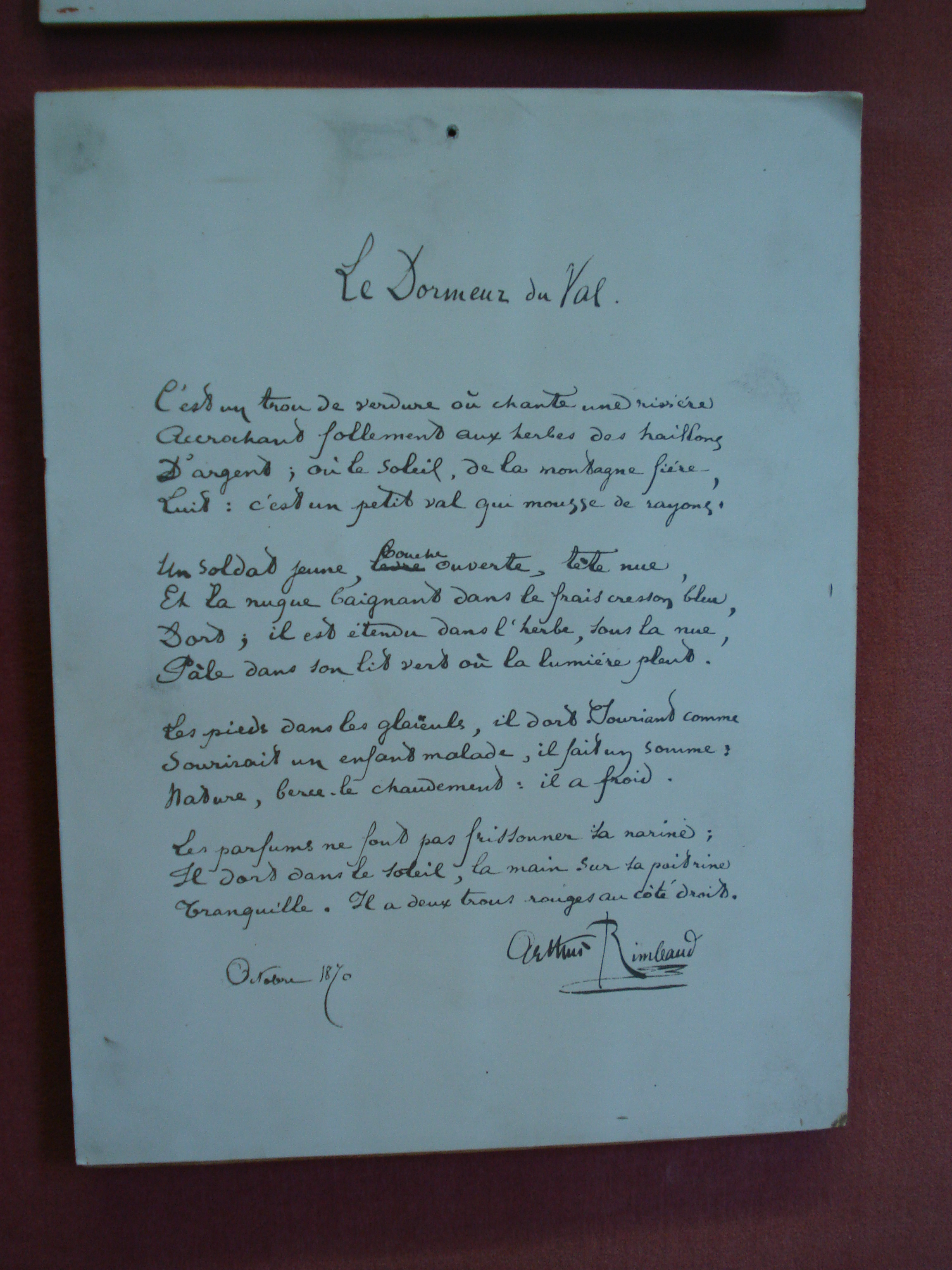
Le Dormeur du val, d'Arthur Rimbaud.

Un sonnet (de l'italien sonetto aujourd'hui) est une forme de poème strictement codifiée, avec des variantes. Il comporte quatorze vers composant deux quatrains et deux tercets — parfois réunis en un seul sizain final — et doit rimer. Le schéma des rimes varie suivant le type de sonnet, dont on trouvera la liste plus bas. La longueur du vers n'est pas fixe en français.
D'ordinaire, on distingue parmi les sonnets réguliers les « français », « italiens » et « élisabéthains » ou « shakespeariens ». La régularité de la distribution des rimes suivant des formes codifiées n'est pas une condition nécessaire pour que l'on puisse parler de « sonnet », mais l'est évidemment pour parler de « sonnet régulier ».
Le sonnet est un genre qui a été pratiqué dans une bonne partie de l'Europe, tant dans les poésies syllabiques que rythmiques.
Dans la littérature française, ce type de poème a été utilisé par beaucoup de poètes : Ronsard, Louise Labé, Du Bellay, Théophile de Viau, Tristan L'Hermite, Vincent Voiture, Baudelaire, Heredia, Mallarmé, Paul Valéry, Robert Desnos…

## Historique

### Étymologie
Le mot sonnet vient du latin sonare « sonner ». Le mot français est emprunté à l’italien sonetto, provenant lui-même de l’ancien provençal sonet (fin du XIIe siècle). Dérivé de son, sorte de chanson ou de poème, un sonet était à l’origine une « petite chanson », une « mélodie chantée » ou l’« air de musique d’un chant ».
En français, avec le sens actuel, le mot sonnet apparaît au XVIe siècle, en 1536, dans le titre du premier sonnet français de Clément Marot : « Sonnet à Madame de Ferrare » (publié en 1550). Le premier sonnet publié, en 1538, est aussi de Marot : « Pour le may planté par les imprimeurs de Lyon devant le logis du seigneur Trivulse ». Il fera paraître, l’année suivante, Six sonnets traduits de Pétrarque. Marot n’a pas seulement traduit Pétrarque, il a surtout créé une forme nouvelle du sonnet.

### Origine

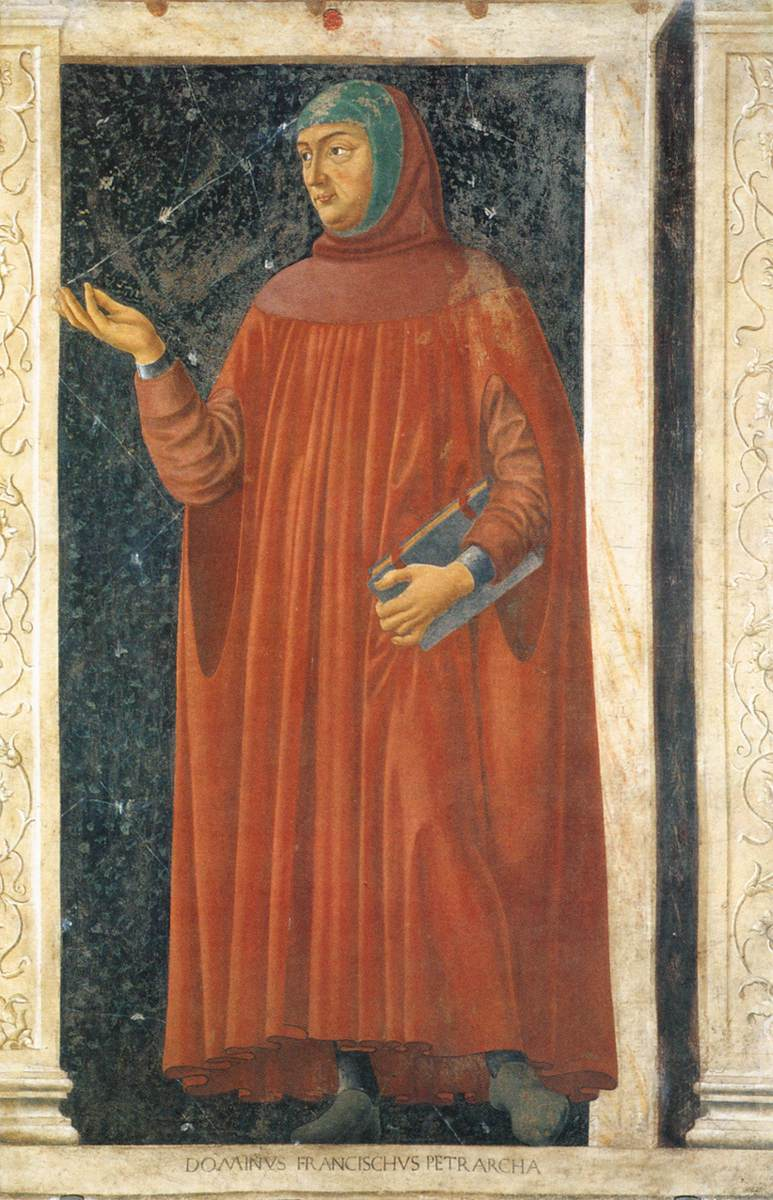
Pétrarque, qui a popularisé le sonnet.

On pense qu'il a été élaboré au sein de ce que l'on appelle « l'école sicilienne », c'est-à-dire la cour de l'empereur Frédéric II (1194 - 1250). On attribue au notaire impérial Giacomo da Lentini l'invention du sonnet, forme dès l'origine non chantée, qui est peut-être une strophe de chanson à la base. La disposition des rimes de ces premiers sonnets est abab abab cde cde/cdc cdc, le mètre est un hendécasyllabe, vers où l'accent tombe sur la dixième syllabe.
Pétrarque le rend célèbre dans son Canzoniere. Ses sonnets riment sur les modèles abba abba cde cde (38 % de tercets parallèles), abba abba cdc dcd (36 % de tercets retournés) et abba abba cde dce (21 % de tercets à tête inversée) mais l'on trouve des formes très variées à la même époque ; seule une disposition des tercets en ccd …, c'est-à-dire la création d'un distique au milieu du poème, était prohibée — d'où le paradoxe du sonnet en France qui l'impose systématiquement dans ses deux formes régulières.

### En France
Le passage du sonnet de l’Italie en France relève d’un concours de circonstances historiques et littéraires. Un jour, le poète français Maurice Scève, humaniste passionné par l’Antiquité et l’Italie, chef de file de l’École lyonnaise, prétend découvrir, près d’Avignon, le tombeau de Laure, l’héroïne du Canzoniere de Pétrarque. Peu de temps après, en juin ou juillet 1536, Clément Marot écrit le premier sonnet en langue française, dédié à la duchesse de Ferrare. Presque aussitôt, Marot sera imité par Mellin de Saint-Gelais et les poètes de l’École lyonnaise.
La disposition des rimes de Pétrarque (deux quatrains en abba abba fixes, puis souvent deux tercets cde cde, cdc dcd ou cde dce) est modifiée par Marot en abba abba ccd eed puis, en 1547, par Peletier en abba abba ccd ede. Le premier schéma est dit, abusivement, « sonnet italien » ou sonnet de type « marotique » ; le deuxième, « sonnet français » ou sonnet de type Peletier. Ces deux modifications du schéma initial forment, dans les faits, deux quatrains suivis d'un distique et encore d'un quatrain (si l'on découpe suivant les rimes l'on obtient en effet abba abba cc deed/dede), mais la disposition typographique italienne demeure pourtant, peut-être pour faire répondre les tercets aux quatrains, ce qui assure un plus grand équilibre sur le plan esthétique.
En 1548, le premier théoricien du sonnet, Thomas Sébillet dans son Art poétique français, rapproche cette nouvelle forme de l'épigramme : « Le sonnet suit l'épigramme de bien près, et de matière et de mesure. Et quand tout est dit, sonnet n'est autre que le parfait épigramme de l'italien comme le dizain du français. »  Le sonnet n'est encore, pour Sébillet, qu'un cas particulier de l'épigramme.
En 1550, dans L'Olive de Joachim du Bellay, sur 115 sonnets, six sont sur quatre rimes (forme italienne), 40 n'ont pas de rime plate au début du sizain. Par contre, dans Les Regrets en 1558, un seul sonnet n'adopte pas la rime plate au début du sizain (sonnet 176) et la plupart des sonnets sont de type marotique.
En 1552, dans Les Amours, Ronsard adopte les deux dispositions françaises (dites de type Marot et de type Peletier), ce qui a fortement contribué à imposer ces deux formes concurrentes. À la fin de sa vie, alors qu'il avait pris beaucoup de liberté avec la disposition des rimes, notamment dans les Sonets pour Hélène, Ronsard revient, dans ses Derniers Vers, sur les deux modèles français réguliers. Il dictera alors six sonnets parmi lesquels trois sont de type marotique (sonnets 1, 4 et 6) et trois de type Peletier (sonnets 2, 3 et 5). Ronsard a tout de même rajouté une difficulté supplémentaire : l'alternance des rimes féminines et masculines. Il emploie également massivement dans ses sonnets ce qui deviendra le vers par excellence de la langue française : l'alexandrin. L'exemple ci-dessous illustrera le sonnet ronsardien.
Pendant les dix premières années qui ont suivi l’invention de cette nouvelle forme en français par Marot, ce sont les formes italiennes du sonnet qui étaient largement employées : quatre rimes avec croisure (rime croisée) au début du sizain. Il aura fallu une vingtaine d’années pour voir la révolution marotique s’accomplir :
- 1536-1539 : fixation de la première forme française ccd eed par Marot.
- 1547 : apparition de la forme concurrente ccd ede réalisée par Peletier.
- 1552-1558 : adoption de la forme Marot et/ou de la forme Peletier dans la majorité des recueils de sonnets français.

Au XVIIe siècle les poètes baroques l'apprécient. Par la suite, la poésie classique utilisa beaucoup ce petit poème qui combine une forme fixe et très codifiée avec la nécessité de la concision. Boileau dans son Art poétique (au chant II) en a fait ainsi un éloge 
On dit, à ce propos, qu'un jour ce dieu bizarre, (Apollon)

Voulant pousser à bout tous les rimeurs françois,

Inventa du Sonnet les rigoureuses lois ;

Voulut qu'en deux quatrains, de mesure pareille,

La rime, avec deux sons, frappât huit fois l'oreille ;

Et qu'ensuite six vers, artistement rangés,

Fussent en deux tercets par le sens partagés.

Surtout, de ce Poème il bannit la licence ;

Lui-même en mesura le nombre et la cadence ;

Défendit qu'un vers faible y pût jamais entrer,

Ni qu'un mot déjà mis osât s'y remontrer.

Du reste, il l'enrichit d'une beauté suprême

Un sonnet sans défaut vaut seul un long Poème.
Le sonnet devient alors l'un des genres privilégiés d'une poésie écrite pour les salons aristocratiques.
Au XVIIIe siècle en revanche, suivant en cela le mouvement régressif général de la poésie, il tombe en désuétude, et n'est plus guère utilisé.
Il faut donc attendre le XIXe siècle pour le voir à nouveau employé. D'abord par les romantiques, avec par exemple Alfred de Musset, ou Gérard de Nerval (« El Desdichado » par exemple), il est popularisé par les parnassiens (Théophile Gautier ou José-Maria de Heredia), et ensuite employé par les symbolistes. Les grands poètes de la deuxième moitié du XIXe siècle ont pour une majorité d'entre eux utilisé le sonnet, comme Baudelaire, Verlaine, Rimbaud, Mallarmé… Mais la redécouverte de cette forme poétique s'accompagne d'un abandon progressif des règles imposées. À côté des sonnets réguliers coexistent des sonnets irréguliers, c'est-à-dire ne suivant pas les modèles de distribution des rimes ou d'alternance des rimes masculines et féminines.
Au XXe siècle, suivant en cela l'ensemble du mouvement poétique, le sonnet devient de plus en plus original. Les poètes symbolistes français, en particulier Albert Samain, ont élaboré un sonnet pourvu d'un quinzième vers. L'OuLiPo a exploité de nombreuses possibilités, dont les plus audacieuses sont certainement les Cent mille milliards de poèmes de Raymond Queneau et la composition de sonnets en prose par Jacques Roubaud.

### Au Québec et au Canada

#### En littérature
Au Québec, on doit une part importante de sonnets au poète le plus célèbre, Émile Nelligan. « Selon le décompte effectué par Wyczynski 1960, p. 298, on trouve dans le recueil de Poésies complètes 76 sonnets et 73 poèmes à strophes de longueurs variées.
Bien que passée de mode, cette forme stricte a toujours ses adeptes. Dans le « recueil de poèmes du Québec et de la francophonie des Amériques », De la neige au soleil, on en relève 2 sur 86 textes.

#### En éducation

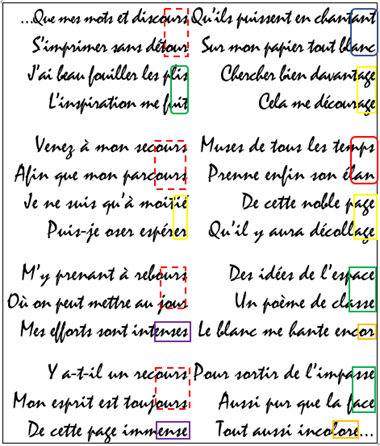
La page blanche - Sonnet d'après le moule

En éducation, l’étude, l’apprentissage et la réalisation de cette forme stricte permettent d’une part de comprendre pourquoi elle a si souvent retenu la faveur des auteurs ; et, de l’autre, et réciproquement, de s’essayer à sa production.
Une démarche créatrice est décrite et illustrée dans l’article intitulé Le sonnet formateur et générateur de texte.
L’exercice consiste, après avoir étudié le sonnet La Sorcière publié dans le recueil ci-dessus, à produire un poème respectant toutes les contraintes (métriques, prosodiques, etc.) du moule. Ces contraintes sont en couleur ci-contre :
Les sonnets individuels achevés avec le soutien approprié de l'animateur, produisent des résultats parfois assez étonnants. Voici l’une des réalisations, postérieure à la publication du guide :
La vacuité de la page blanche se mue en rondeau du passage à vide : le raccord syntaxique entre les derniers et les premiers mots invite à répéter indéfiniment le texte. Ce pastiche, dû à une cantatrice, Liette Turner, respecte le principe même de La Sorcière qui commence et finit par les mêmes phonèmes : [ sↃR ].
Les divers sonnets produits sont combinés collectivement d’après le principe de Cent mille milliards de poèmes de Raymond Queneau : en retenant par exemple le premier vers du premier poème, avec le second du deuxième, etc. On obtient alors des textes aléatoires, un peu sur la base des Cadavres exquis. Le résultat est souvent étonnant dans la mesure où, grâce au support contraignant du moule, on discerne d'étranges unités de composition.

### En Angleterre
Le sonnet a été introduit en Angleterre par le poète Thomas Wyatt, au début du XVIe siècle, sous forme de transpositions des formes pétrarquistes et ronsardiennes. C'est Henry Howard, comte de Surrey, qui donne à cette forme poétique ses caractéristiques essentielles, qu'elle conserve toujours dans la langue anglaise (du point de vue du mètre, de la distribution des rimes). À partir de 1591 il y a un engouement pour les « séquences de sonnet » ((en) sonnet sequence) ; parmi les poètes qui suivirent cette mode figurent Edmund Spenser et William Shakespeare, dont les sonnets par ailleurs sont originaux — ils suivent le modèle du comte de Surrey et le popularisent, à tel point qu'on parle aujourd'hui pour ce type de sonnet de « sonnet shakespearien » — alors que les autres utilisent les formes de Pétrarque, traitant de l'amour en règle générale. Spenser par ailleurs inventa une forme spécifique de sonnet, appelé « sonnet spensérien » (spenserian sonnet), qui adopte le schéma suivant : abab bcbc cdcd ee, reprenant le principe de la terza rima italienne.
Durant le XVIIe siècle l'on adapte le sonnet à d'autres fins que l'amour : John Donne et George Herbert écrivent des poèmes religieux ; John Milton se sert de cette forme pour des poèmes méditatifs. La disposition des rimes de Shakespeare est autant utilisée que celle de Pétrarque, avec de nombreuses variantes.
Voici un exemple d'un sonnet de Milton qui montre comment il a modifié le schéma initial des rimes de Pétrarque :
Comme en France, à la fin du XVIIe siècle la mode du sonnet tombe en désuétude. En Angleterre, aucun sonnet ou presque n'est écrit de la Restauration anglaise (1670) à l'époque de William Wordsworth. Il faut ainsi attendre la Révolution française pour les voir réapparaître, chez Wordsworth qui en écrivit plusieurs, dont le célèbre « The world is too much with us », sur le modèle de ceux de Milton — qui suivent eux-mêmes plus ou moins le modèle pétrarquiste — ; après lui John Keats et Percy Bysshe Shelley emploient également cette forme poétique, le premier en suivant le schéma des rimes de Shakespeare, le deuxième en innovant (il crée ainsi sa propre distribution des rimes pour le sonnet Ozymandias).
Après eux l'on innove encore, et à la fin du XIXe siècle le sonnet est devenu très flexible dans sa forme. Au XXe siècle le phémonème de création de sonnets originaux se poursuit, chez William Butler Yeats par exemple dans « Leda and the Swan ». L'on arrive ainsi à des schémas de rimes très divers, même à des sonnets sans rime ou d'autres sans métrique.

### En langue castillane
La première tentative d'adapter le sonnet italien en castillan a été réalisée par Íñigo López de Mendoza, marquis de Santillana (1398 - 1458), dans ses Sonetos fechos al itálico modo, qui suivent le modèle de Pétrarque. Mais ces sonnets sont relativement mauvais sur le plan de la forme et sur celui de la technique, et n'entraînent pas une mode pour cette forme. Il faut attendre 1526 pour revoir apparaître le sonnet en Espagne, grâce au travail du poète Juan Boscán, qui adapta le vers hendécasyllabe en espagnol, aidé par un autre poète, Garcilaso de la Vega, dont les sonnets sont considérés parmi les plus parfaits en langue castillane.
Le sonnet prit alors une structure figée, jusqu'à la période contemporaine, en hendécasyllabes rimant sur abba abba cde cde / cde dce / cdc dcd (si les deux quatrains sont figés, les tercets ne le sont pas, et les combinaisons évoquées ne sont que les plus courantes). En métrique espagnole, ces deux quatrains avec leur schéma de rimes et leur mètre spécifiques sont appelés cuartetos.

### En langue portugaise
Après un voyage en Italie entre 1521 et 1526, le poète portugais Sá de Miranda retourna avec une nouvelle esthétique au Portugal, introduisant pour la première fois le sonnet, la « canzone », la sextine, les compositions en tercets, et en octaves, et les vers de dix pieds. Luís de Camões adopte alors cette esthétique, composant divers types de sonnets, essentiellement en décasyllabes, avec l'amour comme thème principal, dans son œuvre lyrique : Rimas.

## Sonnets réguliers en France

### Sonnet marotique
Le sonnet marotique, parfois qualifié à tort d'« italien » (son schéma de rimes ne se rencontre pas en Italie), comporte deux quatrains puis deux tercets, rimés abba abba ccd eed. C'est la forme que pratiqua Clément Marot, l'un des introducteurs du sonnet en France, d'où le nom de sonnet « marotique ». Ronsard a notamment ajouté l'alternance des rimes féminines et masculines (voir poème 54 dans Les Amours de Ronsard).

### Sonnet de type Peletier
Le sonnet Peletier (parfois appelé « sonnet français ») comporte deux quatrains suivis de deux tercets rimés : abba abba ccd ede — soit deux quatrains avec les mêmes rimes embrassées puis un sizain classique inverti ccd ede. Il faut par ailleurs alterner les rimes féminines et masculines.

### Sonnet élisabéthain ou shakespearien
Le sonnet élisabéthain, ou shakespearien, n'est pas stricto sensu une forme régulière française puisqu'elle a été codifiée en Angleterre ; toutefois elle a eu, notamment chez Baudelaire, qui l'adapta, des résonances qui justifient que l'on s'y arrête. C'est probablement le type de sonnet régulier le plus éloigné de l'origine pétrarquiste : il comporte en effet trois quatrains à rimes croisées, différentes à chaque quatrain, puis un distique final à rimes redoublées (répétées deux fois dans la strophe), ce qui donne le schéma abab cdcd efef gg.
Une autre forme possible est la suivante : abab bcbc cdcd ee.
La forme shakespearienne est abab cdcd efef gg ou abba cddc effe gg. Cette dernière forme n'exige pas plus de deux mots rimant ensemble. Elle est donc d'une extrême simplicité, mais ne respecte pas la structure primitive.
On trouve également des sonnets élizabéthains chez Stéphane Mallarmé (voir exemple ci-après) et chez Paul Valéry (Charmes, 1926).

## Plasticité du sonnet (ou les sonnets irréguliers)

### Capacité à porter des sens différents
Le sonnet doit sa durée de vie exceptionnelle probablement à sa capacité d'adaptation et à la richesse de ses variantes possibles. Au-delà des sonnets « réguliers » dont nous venons de parler, les auteurs français notamment ont varié le sonnet presque à l'infini. Michèle Aquien dans son Dictionnaire de poétique reprenant Jakobson, rapporte trois grandes structures de sonnet au niveau du sens — nommée par analogie aux types de rimes :
- « disposition plate » où quatrains et tercets s'opposent ;
- « disposition croisée » où les strophes impaires s'opposent aux strophes paires ;
- « disposition embrassée » où le 1er quatrain et le 2e tercet s'opposent au 2e quatrain et au 1er tercet.

### Variantes d'organisation
Au-delà de la forme artificielle mais traditionnelle « quatrains et tercets », elle cite des types de sonnet qui la modifient radicalement :
- sonnet « renversé », « inversé » ou « à rebours », qui inverse les tercets et les quatrains (comme « Résignation » de Verlaine dans ses Poèmes saturniens) ;
- sonnet « polaire », qui encadre les tercets par deux quatrains (exemple : « L'Avertisseur » de Baudelaire). Auguste Brizeux est l'instigateur de cette forme. Elle apparaît dans Intus et in Cute de Joséphin Soulary, extrait de Sonnets humoristiques (1858). D'autres formes de sonnet polaire peuvent être élaborées, mais elles doivent éviter de toucher à l'alternance habituellement requise en poésie classique, notamment si des rimes sont trop éloignées les unes des autres ;
- sonnet « alterné », qui alterne quatrains et tercets. C'est Catulle Mendès (1843-1909) qui inventa le sonnet alterné dans le texte « Canidie ». Cependant, il n'y respecte pas l'alternance classique car deux rimes différentes se suivent. Une autre inversion tercet-quatrain-tercet-quatrain n'est pas souhaitable ni correcte car la rime solitaire du premier tercet reste trop longtemps sans écho et donc ne respecte pas l'alternance classique.

À ces types l'on peut rajouter le sonnet dit « layé » (utilisé par Rimbaud dans « Rêvé pour l'hiver »), qui consiste à raccourcir un vers sur deux, supprimant l'habituelle isométrie du sonnet, et le « sonnet irrationnel » imaginé par l'Oulipo, basé sur le nombre pi, et comportant des strophes de trois, un, quatre, un et cinq vers — ce qui respecte toutefois la limite de quatorze vers. Il est recommandé pour la dynamique de cette forme que le vers écourté termine les quatrains et les tercets.
Une autre construction, cette fois très poussée, organise le sonnet de manière à lui donner des sens à lire verticalement. Étienne Pasquier, dans Recherches de la France, retranscrit celui-ci, composé par son petit-fils :
Aussi quelques années plus tard Ronsard voudra changer la forme de construction des rimes : (ABAB CDDC ABC ABC)

### Cas extrêmes: dépassement des quatorze vers et prose

#### Sonnet quinzain
Albert Samain (1858-1900), poète symboliste a écrit des sonnets dits « sonnets quinzains » dans lesquels il rajoute un quinzième vers, typographiquement détaché de ce qui précède. Ce quinzième vers, dit « vers médaillé », rime avec l'un des derniers vers du tercet final.
On le voit ce poème est doublement irrégulier, d'une part par la présence de son quinzième vers, et d'autre part par la disposition de ses rimes : abba abba cdc dcc d.

#### Sonnet dit «estrambot»
L'on peut trouver sur internet des exemples de sonnet dit « estrambot » — dont un poète bulgare, Lubomir Guentchev aurait fait usage. Il s'agit de rajouter un troisième tercet à la fin du poème, ce qui porte l'ensemble à dix-sept vers. L'Espagne classique a connu ce phénomène (Soneto con estrambote (es)), mais cette forme n'a jamais conquis les puristes tant le déséquilibre est évident.
L'on trouve d'autres formes chez Albert Samain ou Louis-Xavier de Ricard. En voici quelques exemples : abba abba ccc ddd eee, abba abba ccd eed ffd, abba abba ccd ede dff ou toute autre combinaison que le poète trouvera dans le respect de l'alternance du classique.

#### Sonnets seizains, à refrain,etc.
On trouve encore sur internet mention de sonnets tout à fait particuliers :
- « seizain » : deux vers isolés, l'un au début, l'autre à la fin du poème. Dans l'exemple que l'on trouve chez Albert Samain, entièrement en rimes féminines (mais non publié par l'auteur), le premier vers se répète au dernier vers avec une légère modification d'un peu à la manière d'un refrain : a abba caac dde aea a. D'autres dispositions sont possibles, par exemple pour donner plus d'unité et d'assise, par exemple en remplaçant les rimes dd par des rimes aa ;
- « à refrain » : le premier vers de chaque quatrain et de chaque tercet est répété à la fin de sa strophe (soit dix-huit vers) ;
- « double » : les quatrains deviennent des sizains et les tercets des quatrains (soit vingt vers) ;
- « à codas » : d'origine italienne, ce sonnet est augmenté de six vers qui surviennent tous les deux vers dans les quatrains, mais sans respecter l'alternance habituelle du classique ;
- « caudé » ou augmenté (d'un tercet, voire d'un ou deux vers seulement), c'est-à-dire là aussi « à queue ».

#### Couronne de sonnets
Les diverses suites de sonnets dans les longs textes poétiques ont donné naissance à la couronne de sonnets. Elle fut définie par Giovanni Mario Crescimbeni (1663-1728). C'est une série de quinze sonnets, dont le dernier se nomme « sonnet maître ». Le dernier vers d'un sonnet est repris à l'identique comme premier vers du sonnet suivant. Comme il s'agit d'une couronne, le dernier vers du quatorzième sonnet reprend le premier vers du premier sonnet. Le quinzième sonnet est composé par le premier vers de chacun des quatorze sonnets.
Au XXe siècle, la couronne de sonnets est magistralement revisitée par le poète russe émigré en France Iliazd qui publie en 1961 Prigovor bezmolvnyj (Sentence sans paroles), avec un frontispice en pointe sèche d'Alberto Giacometti et une couverture ornée d'une couronne par Georges Ribemont-Dessaignes. Ce livre a été traduit en 1990 par André Markowicz. Iliazd avait antérieurement publié en 1940 Afat, recueil de 73 sonnets illustrés par Pablo Picasso et en 1942 Rahel, deux poèmes illustrés par Léopold Survage, avec traduction du russe par Paul Éluard.
Un exemple d'une couronne de sonnets est le « Tombeau du poète », de Michel Vaillant.

#### Cas extrême: le sonnet en prose
Jacques Roubaud, dans ∈, a écrit des poèmes en prose qu'il qualifie de « sonnet ». Les deux premiers versets sont en effet plus longs que les deux derniers. Avant lui, dans ses Chansons de Bilitis, Pierre Louÿs a écrit des poèmes en prose qu'il a qualifiés ultérieurement de « sonnets en prose ».
La parenté avec le sonnet réside ici dans l'adoption d'une forme courte divisée en quatre parties, mais à la différence de Roubaud, Louÿs ne variait pas la longueur de ses versets pour montrer la différence entre les deux premières et les deux dernières strophes.